# Konstal 114Na
Konstal 114Na (po modernizacji 114Na – MF 12) – tramwaj niskopodłogowy członowy, wyprodukowany w 1997 przez zakłady Konstal w Chorzowie w liczbie 2 sztuk dla Gdańskiego Zakładu Komunikacji Miejskiej. Jest to drugi po 112N typ tramwaju z niską podłogą wyprodukowany w Polsce. Znaczna część rozwiązań została przejęta z wyprodukowanego wcześniej jedynego egzemplarza typu 112N.

## Historia

### Geneza

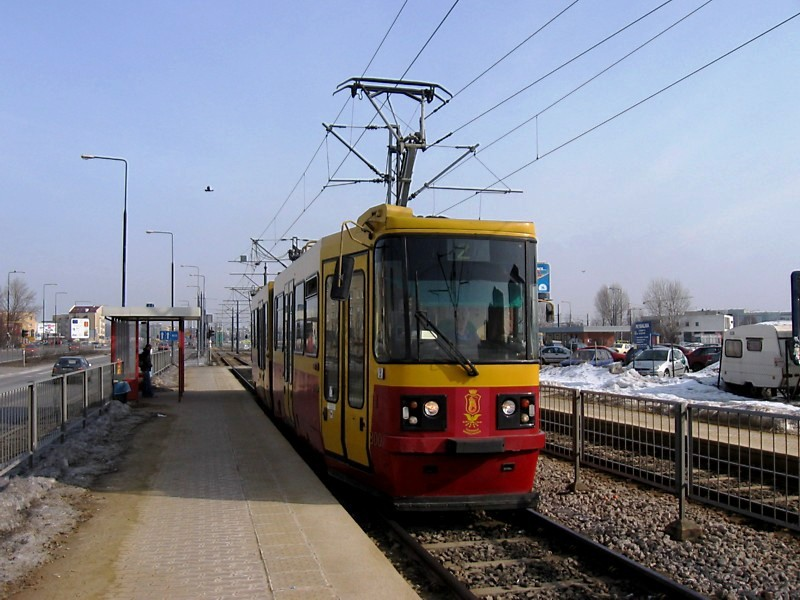
Konstal 112N

Pod koniec lat 60. XX wieku zakończono produkcję pierwszych polskich nowoczesnych tramwajów Konstal 13N i prowadzono prace nad kolejnymi modelami tramwajów. Spośród wielu projektów udało wdrożyć się jedynie Konstal 102N i ich zmodyfikowaną wersję Konstal 102Na. Produkcja tych tramwajów nie zaspokajała bieżących potrzeb, stąd w 1973 powstał prototyp tramwajów Konstal 105N. Model został wdrożony do produkcji w 1974 i dobrze przyjęty przez zarządy komunikacji ze względu na nowoczesność konstrukcji. Pomimo tego już po 5 latach wprowadzono istotne zmiany w projekcie i powstał najpopularniejszy model w rodzinie Konstal 105Na. Pojazdy tej generacji były produkowane jeszcze w latach 90. Mimo iż były konstrukcją przestarzałą, to nadal podlegały różnym modernizacjom.
We wrześniu 1992 w Warszawie jeździł testowo GT6N z Bremy, mimo tego władze miejskie nie kupiły żadnych nowych tramwajów niskopodłogowych. W 1995 Konstal wyprodukował pierwszy swój tramwaj posiadający fragment niskopodłogowy, model dwuczłonowy 112N. Tramwaj ten został sprzedany Warszawie.
W tym czasie tramwaje w Gdańsku były w złej kondycji, zarówno pod względem taborowym, jak i infrastrukturalnym. Władze Gdańska zaczęły modernizować swój tabor komunikacji miejskiej. Nowy tramwaj wykorzystywał wiele elementów swojego poprzednika, między innymi cały człon przedni oraz końcówkę części tylnej, będąc de facto wersją trójczłonową 112N.

### Produkcja
W 1997 wyprodukowano dwa tramwaje nowego typu, będącego konstrukcyjnie rozwinięciem wozu 112N. 114Na od poprzednika odróżnia przede wszystkim dodatkowy człon środkowy, w którym znajduje się niska podłoga. Prototyp trafił na gdańskie tory 20 marca 1997, natomiast drugi 18 kwietnia 1997. Dzięki tej konstrukcji Gdańsk stał się drugim w Polsce miastem posiadającym tramwaj częściowo niskopodłogowy i pierwszym mającym więcej niż jeden egzemplarz takiego rodzaju.
Produkcję zakończono po wprowadzeniu do oferty tramwajów niskopodłogowych Konstal 116N oraz Konstal NGd99.

## Konstrukcja

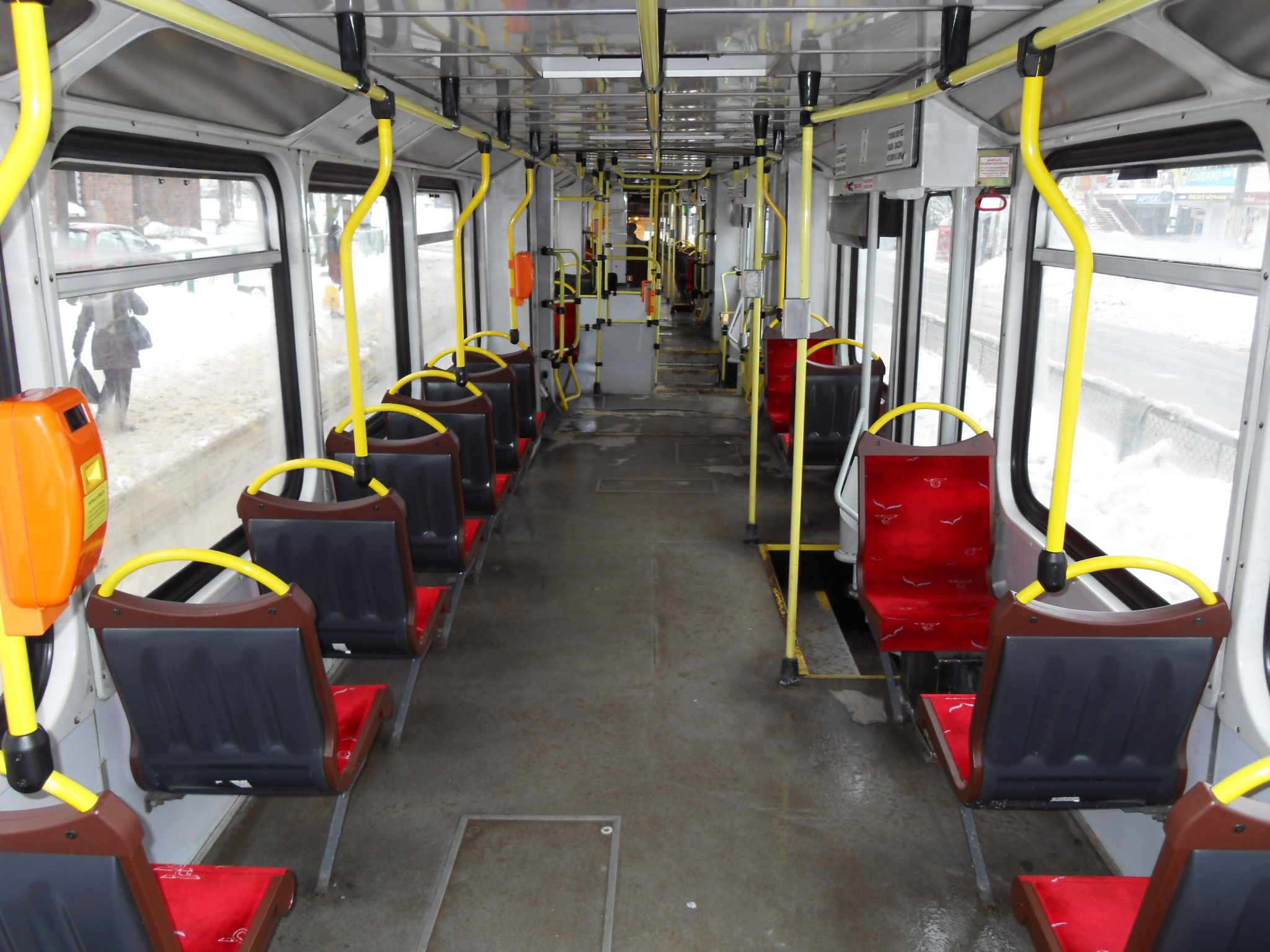
Wnętrze sprzed modernizacji

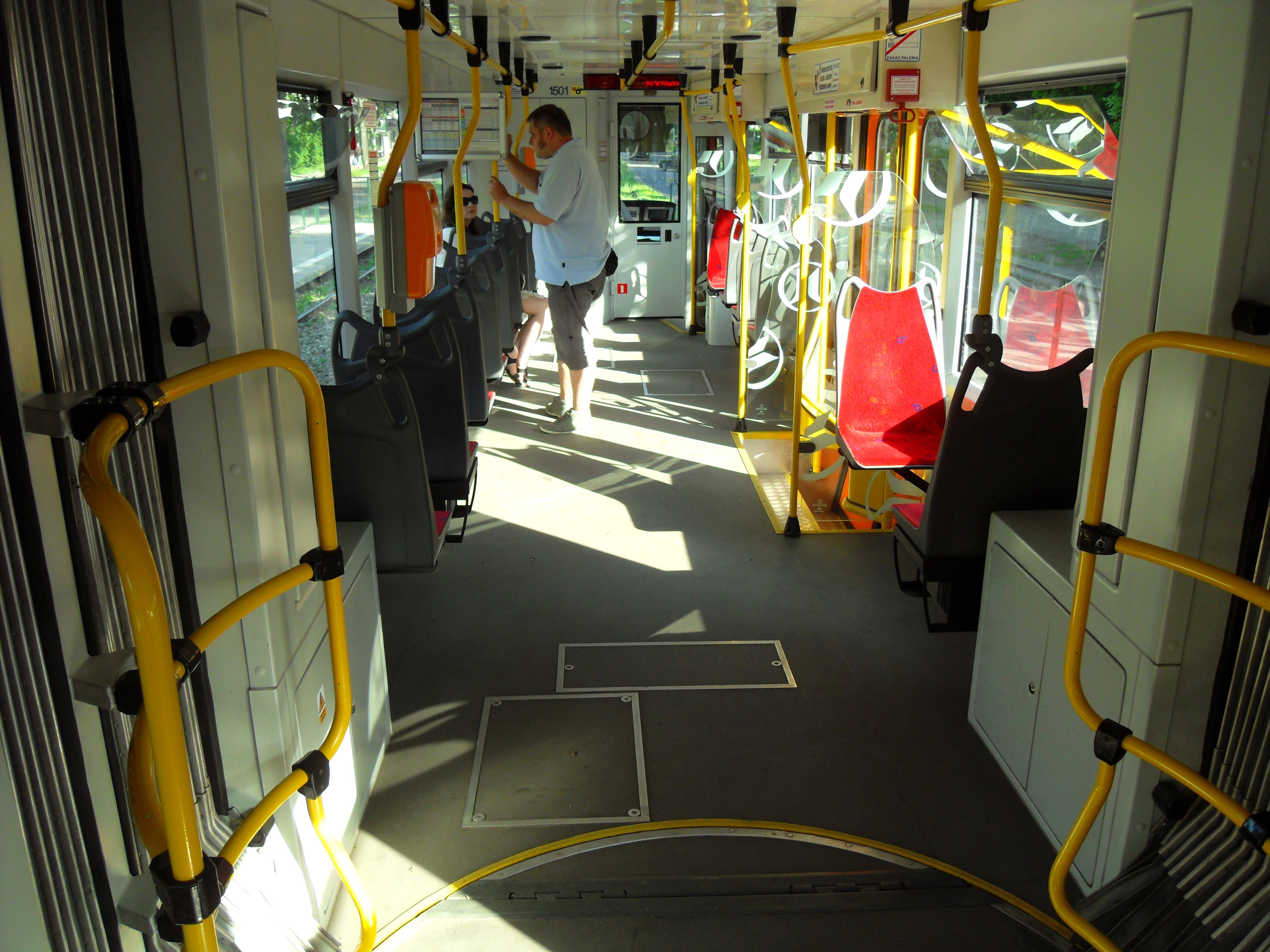
Wnętrze po modernizacji

### Pudło
114Na to trójczłonowy, jednokierunkowy, jednostronny tramwaj z 13% niskiej podłogi. W stosunku do poprzednika dodano dodatkowy człon, a część niskopodłogową umieszczono w środkowym przedziale. Umożliwia ona wjazd osoby poruszającej się na wózku inwalidzkim (z pomocą drugiej osoby) oraz wózków dziecięcych. Konstrukcja pudła pomimo podobieństw została wykonana w innej technologii niż w modelu Konstal 105Na. Pudło zostało wykonane z profili zamkniętych i stanowi rozwinięcie konstrukcyjne wagonu Konstal 112N. Połączenie członów zostało wykonane z niestosowanych wcześniej w Polsce podwójnych harmonii. Konstrukcja przegubów umożliwia szybkie rozprzęgnięcie i sprzęgnięcie części mechanicznej i elektrycznej. 
Podłoga została wykonana z płyt sklejkowo-gumowych i wyłożona wykładziną antypoślizgową. Wykładzina jest gładka i wywinięta na ściany w celu ułatwienia sprzątania wnętrza. 
Wagon wyposażono w pięcioro drzwi o szerokości 1300 mm, odkładanych na zewnątrz, zabezpieczonych potrójnym systemem zapobiegania przykleszczeniu pasażera (czułe krawędzie, fotokomórka, wyłącznik przeciążeniowy). Drzwi są otwierane zarówno centralnie przez motorniczego, jak i przyciskami przez podróżnych.

### Wnętrze
Wyłącznie pojedyncze siedzenia umieszczono w większości przodem do kierunku jazdy. Siedzenia zostały zaprojektowanie specjalnie do tego pojazdu. W momencie produkcji należały do najnowocześniejszych siedzeń stosowanych na świecie. Są wandaloodporne, a mimo to pokryte elegancką tkaniną. Zaletą tramwaju jest bardzo duża pojemność, może zabrać łącznie 285 pasażerów. Jest to więcej niż 2×105Na i nieco mniej niż 3×105Na.
Tramwaj został wyposażony w ogrzewanie nawiewowe. W wagonie nie ma urządzeń wentylacyjnych ani klimatyzacyjnych, możliwa jest wyłącznie wentylacja naturalna przez uchylane okna oraz włazy dachowe.
114Na został wyposażony w świetlówki oświetlające wnętrze pudła oraz lampy oświetlające dodatkowo drzwi.

### Układ napędowy
Zastosowano tyrystorowy układ rozruchowy z możliwością rekuperacji energii podczas hamowania. Całość umieszczono na 4 wózkach napędowych.
Wagon został wyposażony w pulpit manewrowy pozwalający na manewrowanie tramwajem z prędkością 10 km/h.

## Eksploatacja
| Państwo        | Miasto         | Lata dostaw    | Liczba | Numery taborowe |              |
| -------------- | -------------- | -------------- | ------ | --------------- | ------------ |
| Polska         | Gdańsk         | 1997           | 2      | 1501–1502       | [ 9 ] [ 10 ] |
| Łączna liczba: | Łączna liczba: | Łączna liczba: | 2      |                 |              |

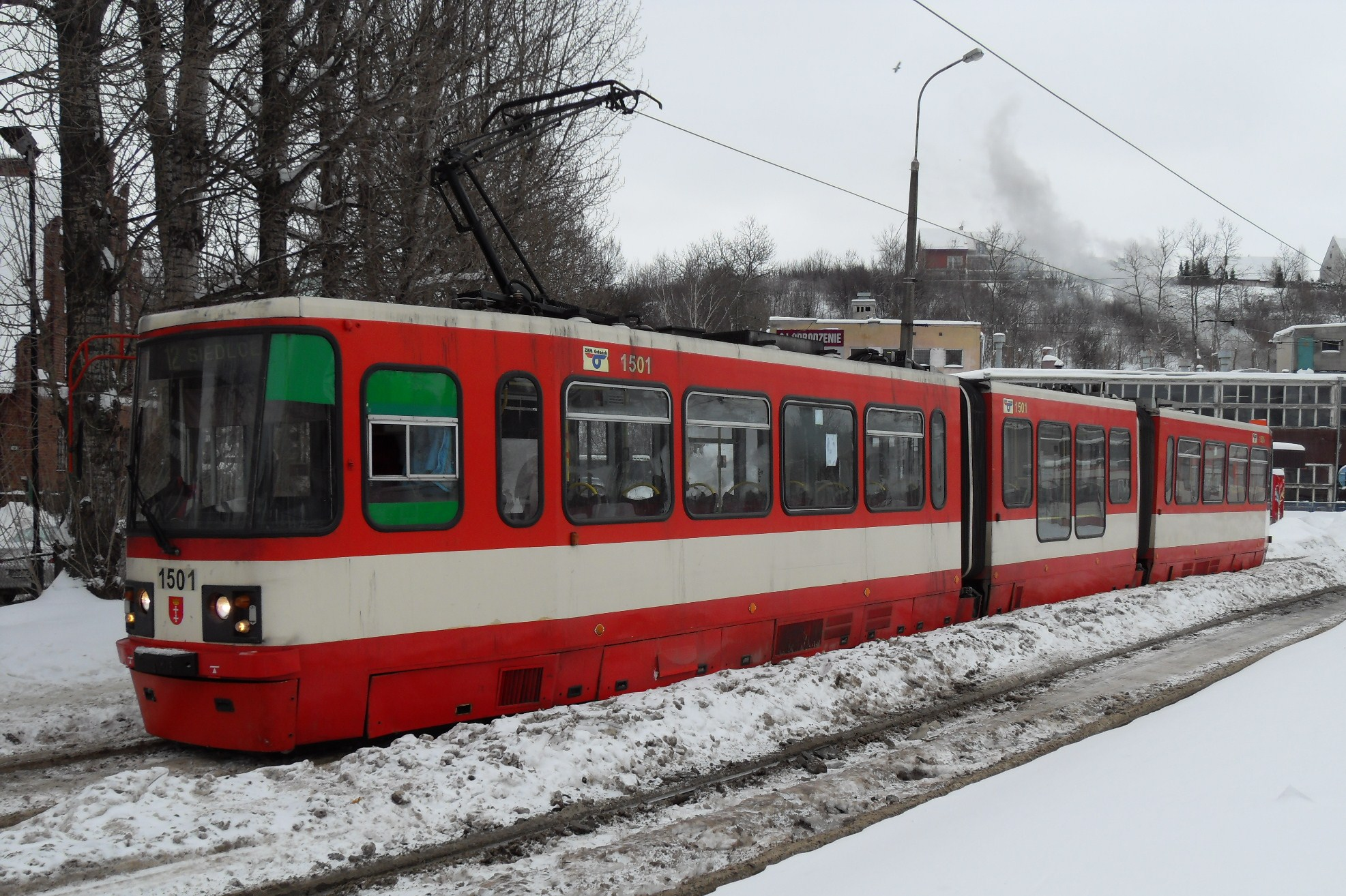
Konstal 114Na sprzed modernizacji na pętli Siedlce

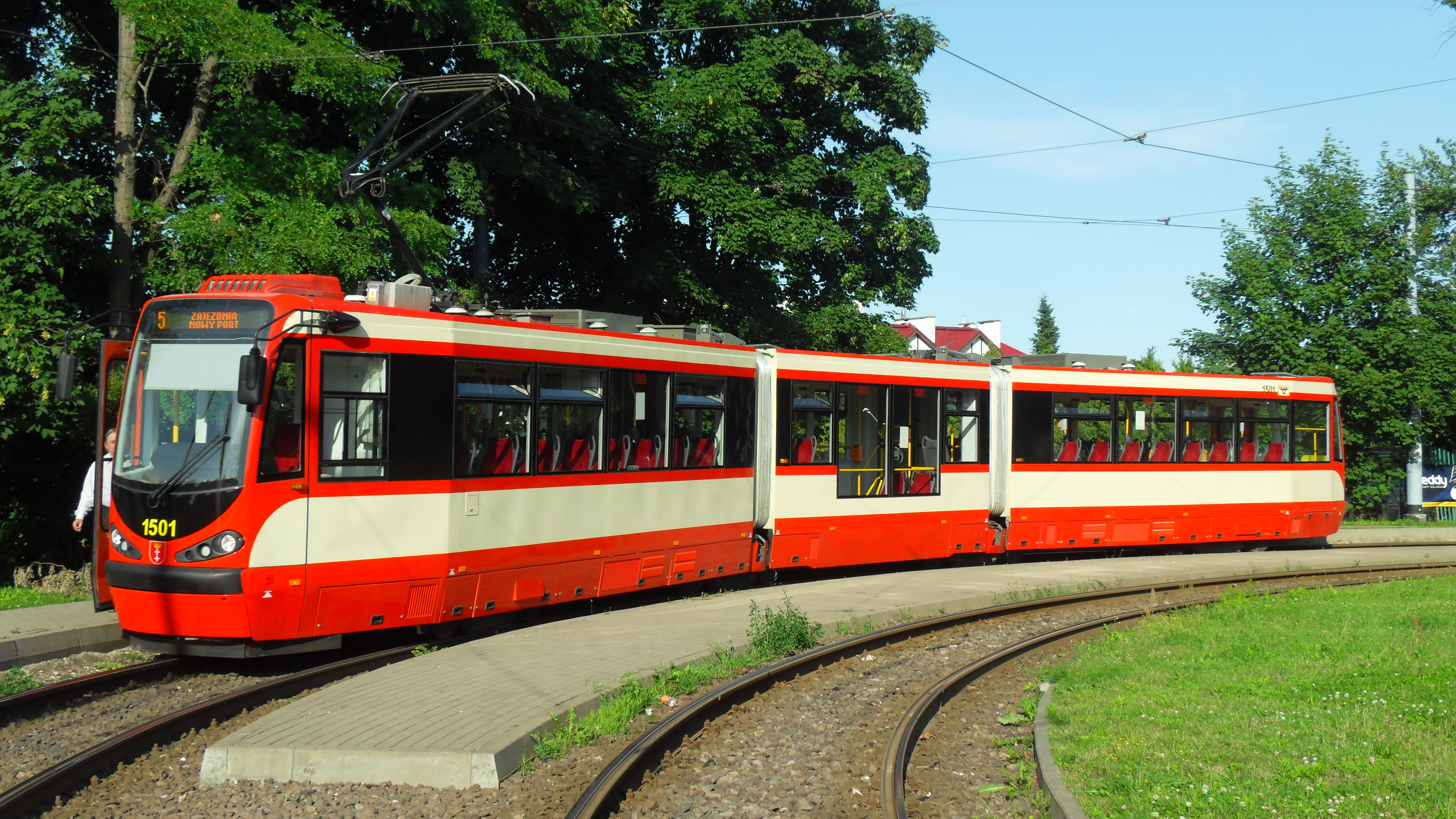
Konstal 114Na po modernizacji na pętli Strzyża

21/22 marca 1997 do Gdańska dostarczono pierwszy tramwaj, a w kwietniu drugi. Nadano im numery 1501 i 1502 oraz skierowano do zajezdni Wrzeszcz i do obsługi linii nr 12. Początkowo, ze względu na liczne awarie, wagony częściej stały w zajezdni niż jeździły. Dzięki dostawie tych pojazdów powrócono do projektu budowy linii na Chełm. Ekspertyza wykonana na Politechnice Gdańskiej wykazała jednak, że tramwaje typu 114Na, podobnie jak wszystkie pozostałe będące wówczas na stanie ZKM, nie nadają się do obsługi linii o takim profilu. W 1999 Gdańsk kupił kolejne wagony dostosowane do potrzeb osób niepełnosprawnych – Konstal NGd99, które mogły już bezpiecznie jeździć po tej linii. 
W początkowym okresie eksploatacji wagony te charakteryzowały się wysoką awaryjnością układu elektrycznego, który w 2000 został zmodernizowany przez MPK-Łódź. Zdecydowano się wtedy wymienić tranzystory typu IGBT na tyrystory typu GTO, sprawdzone w 105N2k i 116N. W następnych latach awaryjność była mniejsza, choć jej nie wyeliminowano. Podczas tego remontu wagony zostały pomalowane w barwy odbiegające od przyjętej w Gdańsku kolorystyki.
10 stycznia 2002 doszło do niegroźnej kolizji tramwaju nr 1501. Pojazd ten stanął na Błędniku, a następnie stoczył się na wagon typu NGd99. W wyniku kolizji lekko uszkodzony został zderzak 114Na.
W 2008 został odstawiony tramwaj nr 1502, który miał przejść naprawę. Przerwa w użytkowaniu trwała 4 lata i była połączona z małą modernizacją. Zostały wymienione siedzenia oraz zmieniono malowanie na bardziej podobne do barw stosowanych na gdańskich autobusach. Podobny zakres napraw w zajezdni Wrzeszcz przeszedł również drugi tramwaj. 
Ze względu na długi remont we własnych zakładach w lutym 2012 tramwaj 1501 skierowano na naprawę główną do zakładów Modertrans. Podczas tej naprawy w pojeździe zmieniono czoła na takie, które są stosowane w Moderus Beta MF 01, zbudowano piasecznice, wymieniono siedzenia, założono diodowe wyświetlacze. Mimo to pojazd nie może obsługiwać linii na Chełm ze względu na niewystarczającą moc. Po modernizacji pojazd otrzymał typ 114Na – MF 12. W marcu 2016 ZKM Gdańsk ogłosił przetarg na modernizację drugiego tramwaju, której zakres jest podobny do tej wykonanej w 2012 roku przez Modertrans. Na początku lipca przetarg wygrał Modertrans, który jako jedyny złożył ofertę. Pojazd po remoncie powrócił do Gdańska na przełomie lipca i sierpnia. Podczas remontu ograniczono się do wnętrza i elektroniki, chcąc zachować jak najwięcej z oryginalnego wyglądu, gdyż przewoźnik planuje w przyszłości aby tramwaj był pojazdem historycznym.
W grudniu 2015 tramwaj nr 1501 otrzymał imię polskiej pisarki Stanisławy Przybyszewskiej.